# Municipio de Cuncunul
El municipio de Cuncunul es uno de los 106 municipios que constituyen el estado mexicano de Yucatán. Se encuentra localizado al este del estado y aproximadamente a 144 kilómetros al este de la ciudad de Mérida. Cuenta con una extensión territorial de 315.52 km². Según el II Conteo de Población y Vivienda de 2005, el municipio tiene 1,503 habitantes, de los cuales 764 son hombres y 739 son mujeres. Su nombre se interpreta como "Lugar de la olla encantada o maravillosa".

## Descripción geográfica

### Ubicación
Cuncunul se localiza al este del estado entre las coordenadas geográficas 20° 35' y 20° 43' de latitud norte, y 88° 16' y 88° 24' de longitud oeste; a una altitud promedio de 29 metros sobre el nivel del mar.
El municipio colinda al norte con el municipio de Uayma; al sur con Tekom; al este con Valladolid y al oeste con Kaua.

### Orografía e hidrografía
En general posee una orografía plana, no posee zonas accidentadas de relevancia; sus suelos se componen de rocas escarpadas, su uso es ganadero, forestal y agrícola. El municipio pertenece a la región hidrológica Yucatán Norte. Sus recursos hidrológicos son proporcionados principalmente por corrientes subterráneas; las cuales son muy comunes en el estado. En el municipio hay 10 cenotes, de los cuales los más importantes son: Cuncunul y X-Cabchen.

### Clima
Su principal clima es el cálido subhúmedo; con lluvias en verano y sin cambio térmico invernal bien definido. La temperatura media anual es de 25.3º°C, la máxima se registra en el mes de mayo y la mínima se registra en enero. El régimen de lluvias se registra entre los meses de mayo y julio, contando con una precipitación media de 1,100 milímetros.

## Cultura

### Sitios de interés
- Templo de San Juan Bautista
- Cenote del centro del municipio

### Fiestas
Fiestas civiles
- Aniversario de la Independencia de México: 16 de septiembre.
- Aniversario de la Revolución mexicana: El 20 de noviembre.

Fiestas religiosas
- Semana Santa: jueves y viernes Santos.
- Día de la Santa Cruz: 3 de mayo.
- Fiesta en honor de la Virgen de Guadalupe: 12 de diciembre.
- Día de Muertos: 2 de noviembre.
- Fiesta en honor de San Juan Bautista: 24 de junio.

## Gobierno
Su forma de gobierno es democrática y depende del gobierno estatal y federal; se realizan elecciones cada 3 años, en donde se elige al presidente municipal y su gabinete. 
El municipio cuenta con 14 localidades, las cuales dependen directamente de la cabecera del municipio, las más importantes son:  Cuncunul (cabecera municipal), San Francisco, San Francisco, Chebalam, San Diego, San Lorenzo, San Pedro, X-Akabchén, Hulmal, Santa Cruz y Chan Cruz.